# Runenstein von Pilgårds

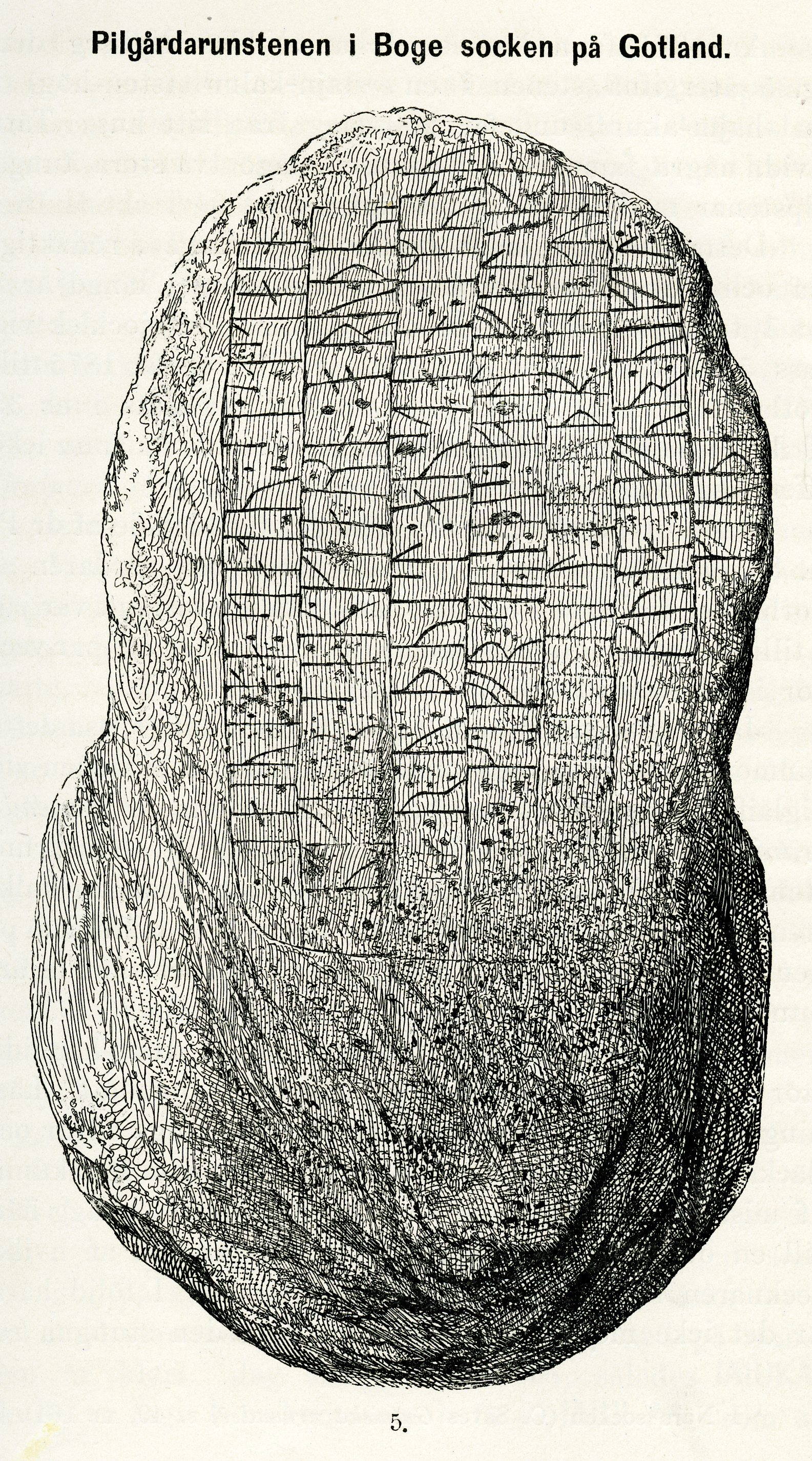
Runenstein von Pilgårds

Der Runenstein von Pilgårds (G 280) ist ein Runenstein, der 1871 bei dem Hof Pilgårds im Kirchspiel Boge im Nordosten von Gotland gefunden wurde.

## Inschrift
biarfaa : statu : sis[o] stain hakbiarn : bruþr ruþuisl : austain : imuar is af[a] : st[ai]n[a] : stata : aft : raf[a] sud[þ] furi ru[f]staini : kuamu uiti aifur : uifil [ba]uþ[um]
Übersetzung:
„Hell bemalt stellten diesen Stein Hegjarn und seine Brüder Rodvisl, Øystein und Imuar auf, die die Steine zur Erinnerung an Rafn südlich vor Rufstein aufgestellt haben. Sie kamen von weit hinein in den Aifor. Vifil gab ihnen den Auftrag (oder: hatte das Kommando)“.

## Interpretation
Die ursprünglich farbig ausgelegte Inschrift stammt aus den letzten Jahren des 10. Jahrhunderts. Es ist kein Gedenkstein für Rafn, vielmehr heißt es, dass die Brüder bereits vorher für Rafn Gedenksteine vor Rufstein (das „f“ ist nicht sicher auszumachen) aufgestellt hätten. Man vermutet, dass es sich entweder um einen Verwandten oder um ein Mitglied der gleichen Gilde (félag) gehandelt hat.
Die Forschung interessierte sich besonders für die Lokalisierung der Orte Rufstein und Aifor. Man bezieht sie auf die Stromschnellen des Dnjepr. Kaiser Konstantinos Porphyrogenetos schrieb in seinem Werk „De administratio imperio“ aus der Zeit um 950 von den Rus, die mit ihren Einbäumen von Rus nach Konstantinopel führen und dabei die gefährlichen Dnjepr-Stromschnellen (Dnjepr-Porogen) zu überwinden hätten. Die vierte Stromschnelle heiße bei den Rus ἀειφόρ (Aeiphor), bei den Slawen νεασήτ. Der Name „Aeiphor“ ergibt altschwedisch *Æifor(r), altgutnisch *Aifur, „Der immer heftige“. Der slawische Name ist bis in die Neuzeit als Nenasytec („Der Unersättliche“) bezeugt. Wenn die Lesart Rufstein richtig ist, dann kann das die erste Steinstufe des Nenasytec gewesen sein. Sie heißt Rvana oder Rvanaja, und dort befindet sich ein markanter Stein „Ravnoj kamen“ (=Rissstein). 1912 wurde oberhalb davon eine fast runde Steinsetzung mit 40 mannshohen Blöcken von 19 m Durchmesser entdeckt. Die lokale Überlieferung berichtet von einer Skelett-Bestattung an dieser Stelle. Eine Datierung ist allerdings nicht erfolgt.
Die Inschrift wird als wichtiges Dokument für die Verbindungen Ostschwedens in diese Gegend gewertet, insbesondere für die Bedeutung des Dnjeprs für die Route ins Schwarze Meer und nach Byzanz.